# Guglielmo di Lussemburgo (principe)
Guglielmo di Lussemburgo (nome completo in francese Guillaume Marie Louis Christian; Betzdorf, 1º maggio 1963) è un principe lussemburghese, 11° in linea di successione al trono del Lussemburgo.

## Biografia

### Infanzia ed educazione

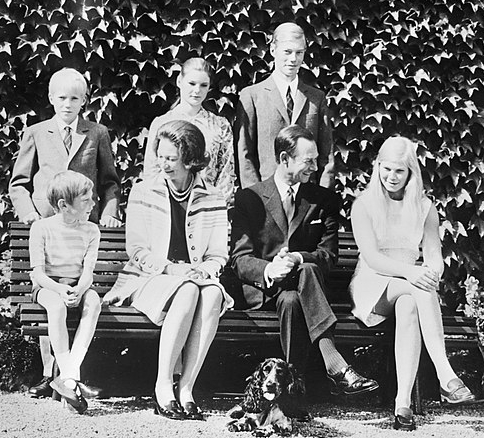
Il principe Guglielmo, primo seduto da sinistra, il 1⁰ luglio 1971 con i genitori e i fratelli

Guglielmo di Lussemburgo è nato il 1⁰ maggio 1963 nel castello di Betzdorf, ultimo figlio del granduca ereditario Giovanni e di Giuseppina Carlotta del Belgio. Venne battezzato il 13 maggio nel castello di nascita ed ebbe come padrino e madrina Luigi Girolamo Vittorio Napoleone Bonaparte e Maria Cristina di Savoia-Aosta.
In seguito agli studi primari e secondari trascorsi tra Lussemburgo, Svizzera e Francia, dove tenne l'esame di maturità a Grenoble, ha frequentato l'Università di Oxford e la Edmund A. Walsh School of Foreign Service dell'Università di Georgetown, ottenendo il diploma in Relazioni internazionali nel 1987. Parla fluentemente lussemburghese, francese, inglese e tedesco.

### Carriera
Nello stesso anno della fine degli studi lavorò per sei mesi come addetto presso l'ufficio del Direttore Esecutivo del Fondo Monetario Internazionale a Washington e per due anni a Bruxelles presso la Commissione europea, dal febbraio 1989 al luglio 1991. Nel 1991 è stato anche addetto della LUSCAR Ltd e della Industrial Bank of Japan di Tokyo.
Nell'ottobre 1992 divenne presidente della società Lux-Development, carica ricoperta fino al 2003, anno in cui, dopo il mese di maggio, divenne membro del consiglio di amministrazione della BGL BNP Paribas. Ricopre lo stesso ruolo nell'ArcelorMittal S.A., nel Victory Asset Management S.A. e nel Northam Property Funds Management Sàrl. Era stato inoltre direttore della Arbed S.A. e della Banque Général du Luxembourg S.A.

### Matrimonio
Ha sposato Sibilla Weiller (1968), una nipote abiatica di Beatrice di Borbone-Spagna e cugina di secondo grado del re Filippo VI, nonché sua lontana cugina. La cerimonia civile si tenne l'8 settembre 1994 a Sélestat e quella religiosa nella cattedrale di Versailles il 24 settembre.

### Incidente automobilistico
Nel settembre del 2000 Guglielmo e la moglie sono rimasti feriti in un incidente d'auto in Francia, a seguito del quale il principe entrò in coma. Per questo l'abdicazione del padre in favore del fratello maggiore di Guglielmo, Enrico, che era prevista per il 28 settembre, fu posticipata al 7 ottobre.

### Attività e mecenatismo

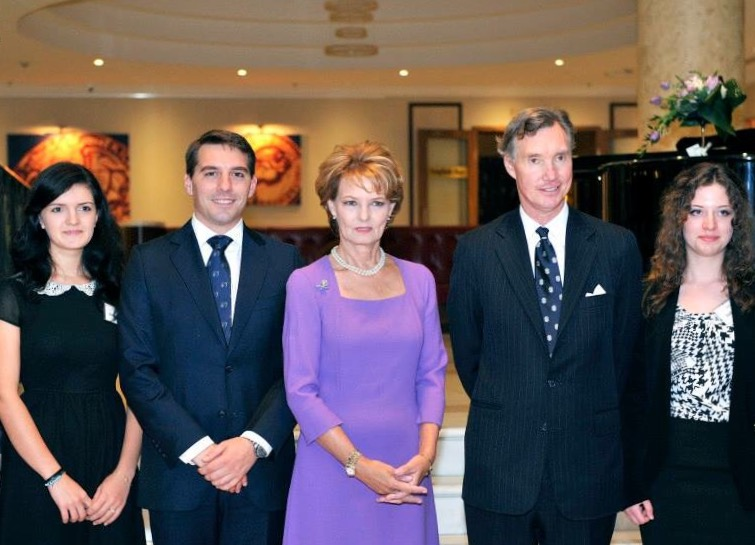
Guglielmo con la cugina di secondo grado Margherita di Romania, il nipote di quest'ultima Nicola Medforth-Mills e i membri rumeni del Duke of Edinburgh's International Award, 2014

Vive con la famiglia in Lussemburgo e partecipa spesso alle funzioni della famiglia granducale e agli eventi ufficiali. È mecenate della Federazione cestistica del Lussemburgo e della sezione giovanile della Prince Guillaume Municipal Band di Differdange.
È appassionato di lettura, musica classica, nuoto, sci alpino e nautico e vela.

## Discendenza
Guglielmo di Lussemburgo e Sibilla Weiller hanno avuto tre figli una figlia:
- Principe Paolo Luigi Giovanni Maria Guglielmo di Nassau (nato il 4 marzo 1998 a Lussemburgo);
- Principe Leopoldo Guglielmo Maria Giuseppe di Nassau (nato il 2 maggio 2000 a Lussemburgo);
- Principessa Carlotta Guglielmina Maria da Gloria di Nassau (nata il 2 maggio 2000 a Lussemburgo), gemella del precedente;
- Principe Giovanni Andrea Guglielmo Maria Gabriele Marco d'Aviano di Nassau (nato il 13 luglio 2004 a Lussemburgo).

## Titoli e trattamento
- 1⁰ maggio 1963 - attuale: Sua Altezza Reale, il principe Guglielmo di Lussemburgo, principe di Nassau, principe di Borbone-Parma

## Onorificenze

Stemma di Guglielmo come Cavaliere di Gran Croce dell'Ordine di Isabella la Cattolica, Regno di Spagna

## Ascendenza
|                                |                      |                                   | Genitori                                  |  |  | Nonni |  |  | Bisnonni           |  |  | Trisnonni          |  |
|                                |                      |                                   |                                           |  |  |       |  |  | Roberto I di Parma |  |  | Carlo III di Parma |  |
|                                |                      |                                   |                                           |  |  |       |  |  | Roberto I di Parma |  |  | Carlo III di Parma |  |
|                                |                      | Luisa Maria di Borbone-Francia    |                                           |  |  |       |  |  | Roberto I di Parma |  |  |                    |  |
| Felice di Borbone-Parma        |                      |                                   |                                           |  |  |       |  |  | Roberto I di Parma |  |  |                    |  |
|                                |                      | Maria Antonia di Braganza         | Michele del Portogallo                    |  |  |       |  |  |                    |  |  |                    |  |
|                                |                      | Maria Antonia di Braganza         | Michele del Portogallo                    |  |  |       |  |  |                    |  |  |                    |  |
|                                |                      | Maria Antonia di Braganza         | Adelaide di Löwenstein-Wertheim-Rosenberg |  |  |       |  |  |                    |  |  |                    |  |
| Giovanni di Lussemburgo        |                      | Maria Antonia di Braganza         |                                           |  |  |       |  |  |                    |  |  |                    |  |
|                                |                      | Guglielmo IV di Lussemburgo       | Adolfo di Lussemburgo                     |  |  |       |  |  |                    |  |  |                    |  |
|                                |                      | Guglielmo IV di Lussemburgo       | Adolfo di Lussemburgo                     |  |  |       |  |  |                    |  |  |                    |  |
|                                |                      | Guglielmo IV di Lussemburgo       | Adelaide Maria di Anhalt-Dessau           |  |  |       |  |  |                    |  |  |                    |  |
| Carlotta di Lussemburgo        |                      | Guglielmo IV di Lussemburgo       |                                           |  |  |       |  |  |                    |  |  |                    |  |
|                                |                      | Maria Anna di Braganza            | Michele del Portogallo                    |  |  |       |  |  |                    |  |  |                    |  |
|                                |                      | Maria Anna di Braganza            | Michele del Portogallo                    |  |  |       |  |  |                    |  |  |                    |  |
|                                |                      | Maria Anna di Braganza            | Adelaide di Löwenstein-Wertheim-Rosenberg |  |  |       |  |  |                    |  |  |                    |  |
| Guglielmo di Lussemburgo       |                      | Maria Anna di Braganza            |                                           |  |  |       |  |  |                    |  |  |                    |  |
|                                | Alberto I del Belgio | Filippo del Belgio                |                                           |  |  |       |  |  |                    |  |  |                    |  |
|                                | Alberto I del Belgio | Filippo del Belgio                |                                           |  |  |       |  |  |                    |  |  |                    |  |
|                                | Alberto I del Belgio | Maria di Hohenzollern-Sigmaringen |                                           |  |  |       |  |  |                    |  |  |                    |  |
| Leopoldo III del Belgio        | Alberto I del Belgio |                                   |                                           |  |  |       |  |  |                    |  |  |                    |  |
|                                |                      | Elisabetta di Baviera             | Carlo Teodoro in Baviera                  |  |  |       |  |  |                    |  |  |                    |  |
|                                |                      | Elisabetta di Baviera             | Carlo Teodoro in Baviera                  |  |  |       |  |  |                    |  |  |                    |  |
|                                |                      | Elisabetta di Baviera             | Maria José di Braganza                    |  |  |       |  |  |                    |  |  |                    |  |
| Giuseppina Carlotta del Belgio |                      | Elisabetta di Baviera             |                                           |  |  |       |  |  |                    |  |  |                    |  |
|                                |                      | Carlo di Svezia                   | Oscar II di Svezia                        |  |  |       |  |  |                    |  |  |                    |  |
|                                |                      | Carlo di Svezia                   | Oscar II di Svezia                        |  |  |       |  |  |                    |  |  |                    |  |
|                                |                      | Carlo di Svezia                   | Sofia di Nassau                           |  |  |       |  |  |                    |  |  |                    |  |
| Astrid di Svezia               |                      | Carlo di Svezia                   |                                           |  |  |       |  |  |                    |  |  |                    |  |
|                                |                      | Ingeborg di Danimarca             | Federico VIII di Danimarca                |  |  |       |  |  |                    |  |  |                    |  |
|                                |                      | Ingeborg di Danimarca             | Federico VIII di Danimarca                |  |  |       |  |  |                    |  |  |                    |  |
|                                |                      | Ingeborg di Danimarca             | Luisa di Svezia                           |  |  |       |  |  |                    |  |  |                    |  |
|                                |                      | Ingeborg di Danimarca             |                                           |  |  |       |  |  |                    |  |  |                    |  |